# Magyar női röplabdabajnokság
A magyar női röplabdabajnokság (első osztálya: NB I.) 1947 óta kerül megrendezésre. A bajnokságot a Magyar Röplabda Szövetség írja ki és rendezi meg.
A legtöbb bajnoki címet a NIM SE nyerte, 11-szer győztek.
A BSE (Bp. Petőfi VTSK, Bp. Bástya VTSK, Bp. VTSK) jogutódja a Bp. Petőfi (Bp. Petőfi Pénzügyminisztérium, Bp. Bástya Pénzügyminisztérium, Pénzügyminisztérium SC) csapatának. A NIM SE a Nehézipari Minisztérium csapata volt, 1981-ben a bázisszerv megszűnt, a csapatot a Vasas vette át.

## Jelenlegi résztvevők
- Vasas SC-Óbuda
- MBH Békéscsaba
- Kaposvári NRC
- FATUM Nyíregyháza
- MÁV Előre Foxconn
- Újpesti TE
- Vasas SC (fiatal csapat)
- Szent Benedek RA
- U19-es válogatott

## Lebonyolítási rendszer
- Alapszakasz: körmérkőzéses rendszerben (22 forduló)
- Rájátszás: az 1-8. helyezettek play-off rendszerben (3 győzelemig), a 9-12. helyezettek körmérkőzéses rendszerben.

## Az eddigi érmesek
| Évad      | 1. hely                                           | 2. hely                                           | 3. hely                                           |
| --------- | ------------------------------------------------- | ------------------------------------------------- | ------------------------------------------------- |
| 1947      | Columbia SE                                       | Ganz TE                                           | Nemzeti TE                                        |
| 1947–48   | Columbia SE                                       | ?                                                 | ?                                                 |
| 1948–49   | Ganz TE                                           | Háztartási Bolt NV                                | Kőbányai Polgári Serfőző SE                       |
| 1949–50   | Ganz TE                                           | Csepeli Vasas                                     | BSE                                               |
| 1950      | BSE                                               | X. ker. ÉDOSZ                                     | Csepeli Vasas                                     |
| 1951      | Bp. Petőfi VTSK                                   | Vasas Ganzvillamossági                            | Bp. Haladás                                       |
| 1952      | Bp. Haladás                                       | Bp. Petőfi VTSK                                   | VM Háztartási Bolt                                |
| 1953      | Vasas Turbó                                       | Bp. Haladás                                       | VM Háztartási Bolt                                |
| 1954      | Bp. Petőfi Pénzügyminisztérium                    | Bp. Petőfi VTSK                                   | Bp. Haladás                                       |
| 1955      | Bp. Bástya Pénzügyminisztérium                    | Vasas Turbó                                       | VM Háztartási Bolt                                |
| 1956      | az országos döntő elmaradt                        |                                                   |                                                   |
| 1957      | Pénzügyminisztérium SC                            | VM Háztartási Bolt                                | Bp. VTSK                                          |
| 1957–58   | VM Háztartási Bolt                                | Bp. Petőfi                                        | BVSC                                              |
| 1958–59   | Vasas Turbó                                       | Bp. Petőfi                                        | VM Háztartási Bolt                                |
| 1959–60   | VM Háztartási Bolt                                | Bp. Petőfi                                        | Vasas Turbó                                       |
| 1960–61   | Bp. Petőfi                                        | Vasas Turbó                                       | Bp. Vörös Meteor                                  |
| 1961–62   | Vasas Turbó                                       | Bp. Építők                                        | Bp. Petőfi                                        |
| 1962–63   | Újpesti Dózsa                                     | Bp. Építők                                        | Bp. Vörös Meteor                                  |
| 1964      | Újpesti Dózsa                                     | Vasas Turbó                                       | Bp. Vörös Meteor                                  |
| 1965      | Újpesti Dózsa                                     | Bp. Vörös Meteor                                  | Vasas Turbó                                       |
| 1966      | Újpesti Dózsa                                     | Testnevelési Főiskola SE                          | NIM SE                                            |
| 1967      | Újpesti Dózsa                                     | Bp. Vörös Meteor                                  | Bp. Előre                                         |
| 1968      | Újpesti Dózsa                                     | NIM SE                                            | Bp. Előre                                         |
| 1969      | NIM SE                                            | Újpesti Dózsa                                     | BKV Előre                                         |
| 1970      | Újpesti Dózsa                                     | NIM SE                                            | BKV Előre                                         |
| 1971      | NIM SE                                            | Újpesti Dózsa                                     | BKV Előre                                         |
| 1972      | NIM SE                                            | Újpesti Dózsa                                     | BKV Előre                                         |
| 1973      | NIM SE                                            | Újpesti Dózsa                                     | Bp. Spartacus                                     |
| 1974      | NIM SE                                            | Újpesti Dózsa                                     | Bp. Spartacus                                     |
| 1975      | NIM SE                                            | Újpesti Dózsa                                     | Bp. Spartacus                                     |
| 1976      | NIM SE                                            | Újpesti Dózsa                                     | Bp. Vasas Izzó                                    |
| 1977      | NIM SE                                            | Újpesti Dózsa                                     | Bp. Vasas Izzó                                    |
| 1978      | NIM SE                                            | Bp. Vasas Izzó                                    | Újpesti Dózsa                                     |
| 1979      | NIM SE                                            | Újpesti Dózsa                                     | Bp. Vasas Izzó                                    |
| 1980      | Bp. Vasas Izzó                                    | NIM SE                                            | Újpesti Dózsa                                     |
| 1981      | NIM SE                                            | Bp. Vasas Izzó                                    | Újpesti Dózsa                                     |
| 1981–82   | Bp. Vasas Izzó                                    | Vasas SC                                          | Újpesti Dózsa                                     |
| 1982–83   | Tungsram SC                                       | Vasas SC                                          | Újpesti Dózsa                                     |
| 1983–84   | Tungsram SC                                       | Újpesti Dózsa                                     | Vasas SC                                          |
| 1984–85   | Tungsram SC                                       | Újpesti Dózsa                                     | Bp. Spartacus                                     |
| 1985–86   | Újpesti Dózsa                                     | Tungsram SC                                       | Alba Volán                                        |
| 1986–87   | Újpesti Dózsa                                     | Tungsram SC                                       | Vasas SC                                          |
| 1987–88   | Tungsram SC                                       | Újpesti Dózsa                                     | BVSC                                              |
| 1988–89   | Vasas SC                                          | Tungsram SC                                       | Eger SE                                           |
| 1989–90   | Újpesti Dózsa                                     | Vasas SC                                          | Eger SE                                           |
| 1990–91   | Eger SE                                           | BVSC-Miriad                                       | Tungsram SC                                       |
| 1991–92   | Tungsram SC                                       | Eger SE                                           | BVSC                                              |
| 1992–93   | Tungsram SC                                       | Eger SE                                           | Vasas SC-tuttoMobili                              |
| 1993–94   | Kordax-Eger SC                                    | Tungsram SC                                       | Extrade SC                                        |
| 1994–95   | Kordax-Eger SC                                    | Tungsram SC                                       | Vasas SC                                          |
| 1995–96   | Kordax-Eger SC                                    | Vasas SC-Budai Tégla                              | BSE-CSM                                           |
| 1996–97   | AgriaComputer RC Eger                             | Vértes Volán SE                                   | BSE-CSM                                           |
| 1997–98   | AgriaComputer RC Eger                             | BSE-CSM                                           | Vértes Volán SE                                   |
| 1998–99   | Vértes Volán SE                                   | BSE-CSM                                           | EGUT RC Eger                                      |
| 1999–2000 | Szakszig-NRK Nyíregyháza                          | EGUT RC Eger                                      | BSE-CSM                                           |
| 2000–01   | Szakszig-NRK Nyíregyháza                          | EGUT RC Eger                                      | BSE-FCSM                                          |
| 2001–02   | Szabolcsút-NRK Nyíregyháza                        | BSE-FCSM                                          | V-fon-Jászberényi RK                              |
| 2002–03   | NRK Nyíregyháza                                   | BSE-FCSM                                          | Vasas SC-Budai Tégla-Óbuda                        |
| 2003–04   | BSE-FCSM                                          | Vasas SC-Opus Via-Óbuda                           | Minor-Phoenix-Mecano-Kecskeméti RC                |
| 2004–05   | Vasas SC-Opus Via-Óbuda                           | NRK Nyíregyháza                                   | BSE-FCSM                                          |
| 2005–06   | BSE-FCSM                                          | Vasas SC-Opus Via-Óbuda                           | NRK Nyíregyháza                                   |
| 2006–07   | Betonút-NRK Nyíregyháza                           | TEVA-Gödöllői RC                                  | BSE-FCSM                                          |
| 2007–08   | Vasas SC-Opus Via-Óbuda                           | Betonút-NRK Nyíregyháza                           | BSE-FCSM                                          |
| 2008–09   | BSE-FCSM                                          | Betonút-NRK Nyíregyháza                           | Vasas SC-Duna Autó-Óbuda                          |
| 2009–10   | BSE-FCSM                                          | Vasas SC-Duna Autó-Óbuda                          | TEVA-Gödöllői RC                                  |
| 2010–11   | BSE-FCSM                                          | Vasas SC-Duna Autó-Óbuda                          | Újpesti TE                                        |
| 2011–12   | Vasas SC-Óbuda-Hofeka                             | TEVA-Gödöllői RC                                  | BSE-FKF Zrt.                                      |
| 2012–13   | Vasas SC-Óbuda                                    | TEVA-Gödöllői RC                                  | Budapest Bank-Békéscsabai RSE                     |
| 2013–14   | Linamar-Békéscsabai RSE                           | Vasas SC-Óbuda                                    | TEVA-Gödöllői RC                                  |
| 2014–15   | Linamar-Békéscsabai RSE                           | Vasas SC-Óbuda                                    | Újpesti TE                                        |
| 2015–16   | Linamar-Békéscsabai RSE                           | Vasas SC-Óbuda                                    | Újpesti TE                                        |
| 2016–17   | Linamar-Békéscsabai RSE                           | Vasas SC-Óbuda                                    | Fatum-Nyíregyháza                                 |
| 2017–18   | Linamar-Békéscsabai RSE                           | Fatum-Nyíregyháza                                 | Újpesti TE                                        |
| 2018–19   | Vasas SC-Óbuda                                    | Fatum-Nyíregyháza                                 | Linamar-Békéscsabai RSE                           |
| 2019–20   | A koronavírus-járvány miatt nem avattak bajnokot. | A koronavírus-járvány miatt nem avattak bajnokot. | A koronavírus-járvány miatt nem avattak bajnokot. |
| 2020–21   | Fatum-Nyíregyháza                                 | Swietelsky-Békéscsabai RSE                        | Vasas SC-Óbuda                                    |
| 2021–22   | Vasas SC-Óbuda                                    | Swietelsky-Békéscsabai RSE                        | Szent Benedek RA                                  |
| 2022–23   | Vasas SC-Óbuda                                    | Swietelsky-Békéscsabai RSE                        | Szent Benedek RA                                  |
| 2023–24   | Vasas SC-Óbuda                                    | Kaposvári NRC                                     | Swietelsky-Békéscsabai RSE                        |
| 2024–25   | Vasas SC-Óbuda                                    | MBH-Békéscsaba                                    | Kaposvári NRC                                     |

## Lásd még
- Magyar férfi röplabdabajnokság
- Magyar röplabdakupa